# Статистические регионы Сербии

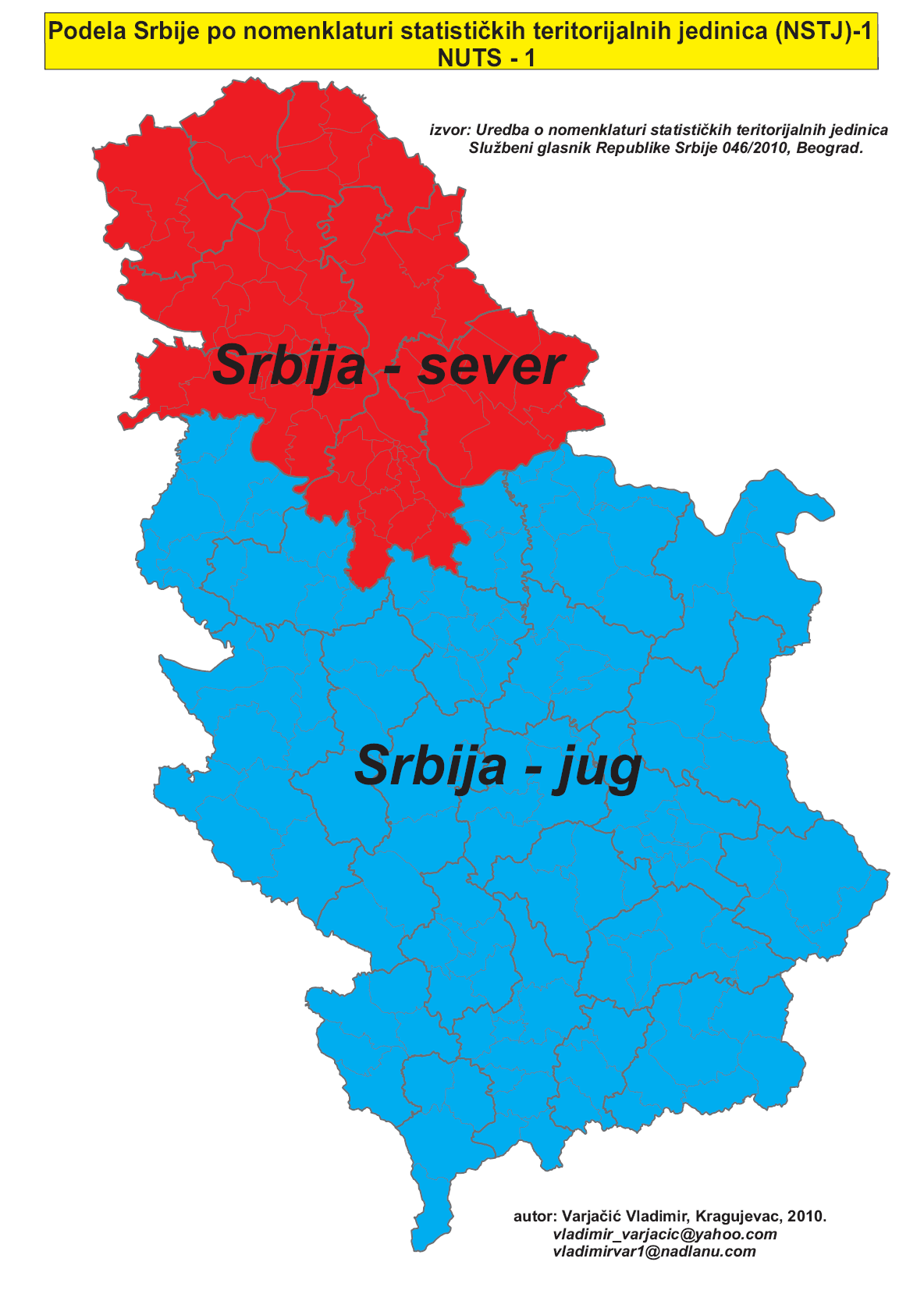
Статистические регионы Сербии по NUTS1

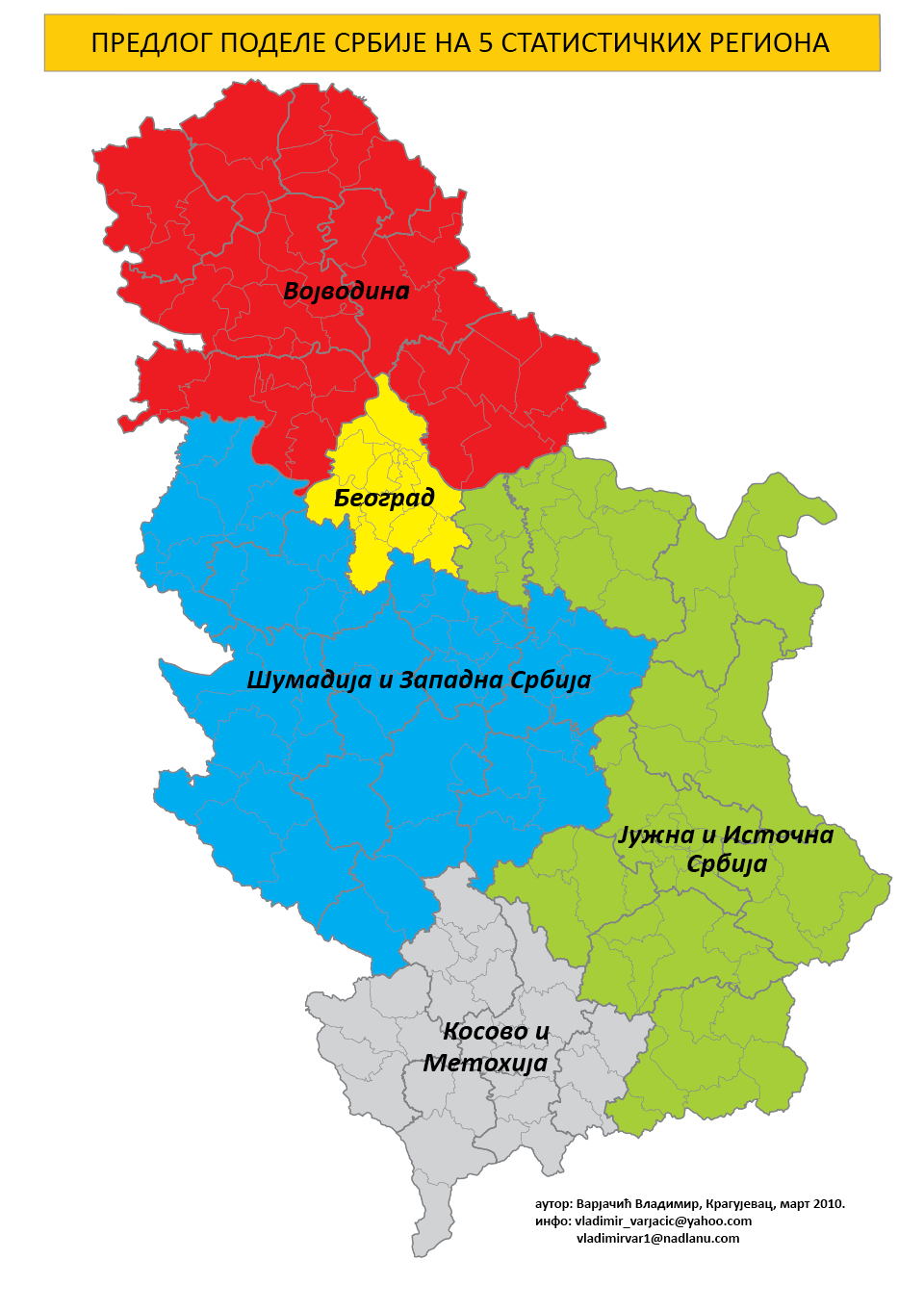
Статистические регионы Сербии по NUTS2

Статистические регионы Сербии (серб. Статистички региони Србије) — территориальные объекты, которые выделены по определённым признакам для целей статистического наблюдения в этой стране. Территории установлены в соответствии со стандартами ЕС и представляют собой статистические, а не административные районы и (или) округа, поэтому не получают какой-либо юридический статус.

## Принципы деления
До 2009 года для целей статистического наблюдения страна была разделена на три региона:
- Центральная Сербия;
- Автономный край Воеводина;
- Автономный край Косово и Метохия.

В июле 2009 года Парламент Сербии принял закон, по которому страна была разделена на семь статистических регионов. Согласно этой классификации в их состав вошли:
- Воеводина;
- округ Белград;
- Западный регион;
- Восточный регион;
- Центральный регион;
- Южный регион;
- Косово и Метохия

Границы этих областей не были правильно идентифицированы, в прессе был опубликован ряд различных карт с различными границами региона, например, в Рашке, Поморавском округе и так далее.
В начале 2010 года возобладала идея сокращения числа статистических регионов. Причина была в неравномерности населении после первого деления. Так в Воеводине проживало около двух миллионов человек, а западный регион включал не более восемьсот тысяч. Новое деление строго основывалось на Номенклатуре территориальных единиц для целей статистики ЕС и включило в себя две территориальные единицы первого уровня (фр. nomenclature des unités territoriales statistiques, NUTS1, население от 3 до 7 миллионов человек): Сербия-север (код RS1) и Сербия-юг (RS2).
Территориальные единицы второго уровня (NUTS2, население от 800 тысяч до 3 миллионов человек): Воеводина (RS11) и округ Белград (RS12) — вместе образуют Сербию-север; Шумадия и Западная Сербия (RS21), Южная и Восточная Сербия (RS22) и Автономный край Косово и Метохия (RS23) — Сербия-юг. В свою очередь, территориальные единицы второго уровня разделены на территориальные единицы третьего уровня (NUTS3, население от 150 до 800 тысяч человек). По всей стране их насчитывается 29.

## Сравнительные данные демографии и экономики регионов
Двумя, вероятно, главными показателями, характеризующими любую страну, является динамика демографической ситуации и Валовой внутренний продукт. В Сербии перепись населения производилась 1-15 октября 2011 года, практически сразу после введения статистических регионов согласно Номенклатуре территориальных единиц ЕС. Данные по ВВП приведены по состоянию на 2010 год. Данные представлены только по 4 регионам из 5. Достоверная информация по Косово и Метохии отсутствуют по тем или иным причинам.
| регион                    | 2002 год. население (тыс. человек) / в % к общему количеству | 2011 год. население (тыс. человек) / в % к общему количеству | 2010 год. ВВП (млн. Евро) / в % к общему объёму |
| Сербия-север              | 3608 / 48,1 %                                                | 3556 / 49,9 %                                                | 19049,7 / 66,0 %                                |
| Белград                   | 1576 / 21,0 %                                                | 1639 / 23,0 %                                                | 11546,1 / 40,0 %                                |
| Воеводина                 | 2032 / 27,1 %                                                | 1917 / 26,9 %                                                | 7503,6 / 26,0 %                                 |
| Сербия-юг                 | 3890 / 51,9 %                                                | 3565 / 51,0 %                                                | 9834,3 / 34,0 %                                 |
| Шумадия и Западная Сербия | 2137 / 28,5 %                                                | 2013 / 28,3 %                                                | 5641,8 / 19,5 %                                 |
| Южная и Восточная Сербия  | 1753 / 23,4 %                                                | 1551 / 21,8 %                                                | 4192,5 / 14,5 %                                 |
| Всего                     | 7498 / 100 %                                                 | 7121 / 100 %                                                 | 28985,1 / 100 %                                 |

Как следует из таблицы, при практическом равенстве в численности населения Сербия-север занимает ведущее положение в экономике, произведя в 2010 году 65 % ВВП. Эта позиция определена, главным образом, Белградским регионом: 20 % трудовых ресурсов производит 40 % ВВП Сербии. На это влияет как удачное географическое положение, так и давно достигнутый промышленный потенциал, статус административного и политического центра. Отставание Сербии-юга, горных территорий определилось десятилетия назад. Хотя некоторые позитивные ожидания связаны с развитием местного участка Европейского маршрута E75.

## Политический резонанс
Ряд государственных и общественных деятелей, журналистов увидели в подобном делении политическую подоплёку. Первоначально правительство обещало провести разделение по регионам только для нужд статистики, для улучшения планирования и систематизации отчётных данных. Но уже к концу 2009 года президент Борис Тадич призвал не останавливаться на экономическом районировании, а наделить регионы реальной властью, вплоть до внесения изменений в конституцию для решения этого вопроса. Лидеры правоцентристской (либерально-консервативной) партии Г17+ Младжан Динкич и Бошко Ничич заявляли, что «статистические регионы должны превратиться в автономные, такие как Воеводина. Сербия должна стать сообществом этих автономных регионов. Каждый регион должен найти себе своего партнёра в рядах Евросоюза, чтобы получать от него финансовое содействие». Аналитический ресурс «Фонд стратегической культуры» на основании этого посчитал, что происходит копирование системы федеративной Югославии накануне её распада и конституционное закрепление в Сербии этнических групп влияния, финансируемых Венгрией, Румынией, Болгарией, Турцией, Албанией. Призывы к смене статуса Воеводины с автономии на республику зазвучали уже с середины 2011 года (хотя более или менее широкой поддержки не нашли). Проблемы после введения статистических регионов возникли в Санджаке, где значительную часть населения составляют боснийцы. Эта территория была разделена между Златиборским и Рашским округом уровня NUTS3. Это привело к массовым требованиям боснийцев объединить их в одну статистическую территорию.